# Kinjockity Ranch
Le Kinjockity Ranch est un ranch américain situé dans le comté de Cochise, en Arizona. Ses principaux bâtiments ont été construits en 1939-1940 dans le style Pueblo Revival. Il est inscrit au Registre national des lieux historiques depuis le 19 juillet 1996.